# Státní svátky Ukrajiny
Celkem je na Ukrajině zákonem stanoveno 11 státních svátků. Poslední změna se konala v roce 2023.

## Svátky
| Datum                                   | Český název          | Místní název                                                                    | Poznámky                                                                 |
| --------------------------------------- | -------------------- | ------------------------------------------------------------------------------- | ------------------------------------------------------------------------ |
| 1. ledna                                | Nový rok             | Новий Рік                                                                       |                                                                          |
| 8. března                               | Mezinárodní den žen  | Міжнародний жіночий день                                                        |                                                                          |
| pohyblivé datum                         | Velikonoce           | Великдень                                                                       |                                                                          |
| pohyblivé datum, 49 dní po Velikonocích | Letnice              | Трійця                                                                          |                                                                          |
| 1. května                               | Svátek práce         | День праці                                                                      |                                                                          |
| 8. května                               | Den vítězství        | День пам'яті та перемоги над нацизмом у Другій світовій війні 1939 – 1945 років |                                                                          |
| 28. června                              | Den ústavy           | День Конституції України                                                        |                                                                          |
| 15. července                            | Den státnosti        | День Української Державності                                                    |                                                                          |
| 24. srpna                               | Den nezávislosti     | День Незалежності України                                                       |                                                                          |
| 1. října                                | Den obránců Ukrajiny | День захисників і захисниць України                                             | Od roku 2015.                                                            |
| 25. prosince                            | Vánoce               | Різдво Христове                                                                 | V roce 2023 se poprvé slavilo 25. prosince. Do té doby to bylo 7. ledna. |